# Кей-Хосров (мифология)

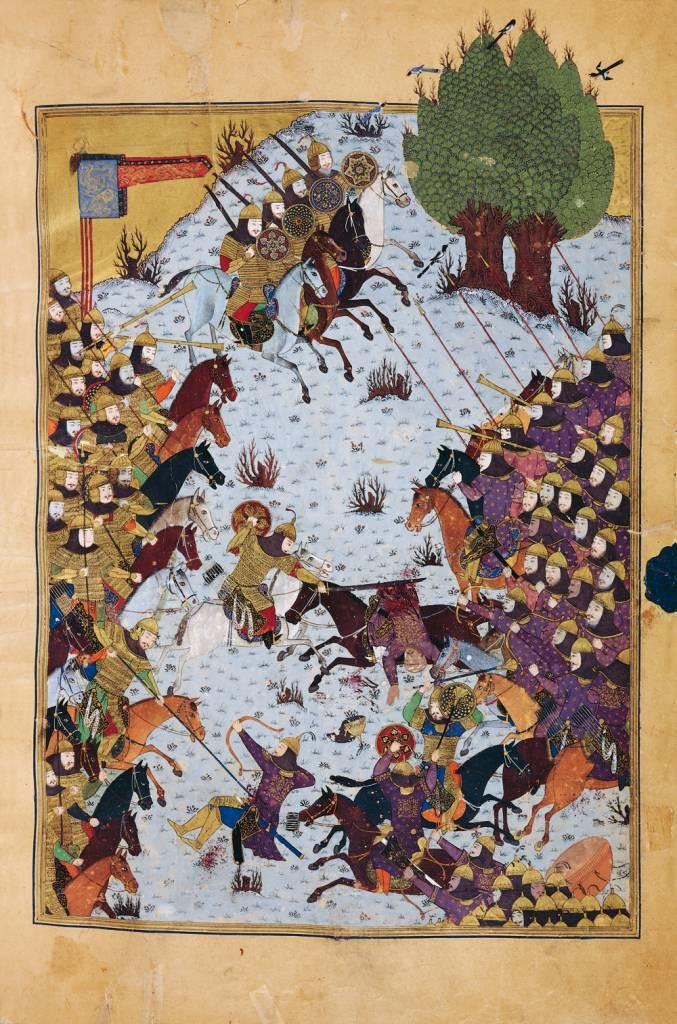
Противостоящие армии Ирана (возглавляемая Кай Хосровом) и Турана (под командованием Афрасиаба)

Кей-Хосров (авест. Kavi Husravah, пехл. Kay Husraw, перс. كی خسرو‎ - Кави Хаосрава, Кави Хосрав, Кай Хусроу — «знаменитый») — один из героев эпоса персидского поэта Фирдоуси «Шахнаме», легендарный царь Ирана, сын Сиявуша и внук Кей-Кавуса. Враждовал с правителем Турана — Афрасиабом.

## В «Авесте»
Хаосрава приносил жертву в 100 коней, 1000 быков и 10 000 овец богине Ардвисуре у озера Чайчаста, прося её о верховной власти над миром, об успехах в ристании колесниц и об избежании западни от злодея, и богиня дала ему удачу.
Хаосрава (названный «героем, сплотившим страны арийцев») молился богине Аши, чтобы он смог убить Франхрасьяна у озера Чайчаста и отомстить за своего отца Сьяваршана, а также за Аграэрату; а Хаома (у Фирдоуси — отшельник Хум) молился Аши, чтобы он смог пленить Франхрасьяна и передать его связанным в руки Хаосравы; и Аши вняла их молитвам. Об этом же Хаома молил богиню Дрваспу, а Хаосрава, прося об этом, приносил Дрваспе у озера Чайчаста жертву в 100 коней, 1000 быков и 10000 овец.
Хаосрава убил Франхрасьяна тем же оружием, которым Трайтаона убил Дахака, Франхрасьян — Зайнигу, Виштаспа сражался за истину, а Астват-Эрэта будет воевать им при конце мира. В молитве огню, включённой в «Малую Авесту», упомянут Кави Хаосрава, «озеро Хаосрава» и озеро Чайчаста.
Его имя названо последним в перечне восьми Кавиев, чьи фраваши почитаются. «Замйад-яшт» упоминает «воду Хаосрава» — название одного из трёх оттоков моря Ворукаша, который образовался, когда хварно отступало от Франхрасьяна, ловившего его. Тот же яшт содержит подробный перечень достоинств Кави-Хаосравы: его сила, потомство, разумность, счастье, а также говорит:

И Кави-Хаосрава
На скаковой дорожке
По всей её длине
Спасался от ловушки
При конном состязанье
С злодеем Нэрэманом.
Всех победил могучий
Владыка Хаосрава.
Франхрасьяна злодея
Связал и Кэрсавазду,
Мстя за отца, коварно
Убитого Сьяваршана,
И за Аграэрату,
Героя Наравида"

В «Судгар-наске» «Авесты» рассказывалось, как Кай Хосров ездил на Ваэ в форме верблюда, отыскал Хаоишт, Туса и Кай-Апивеха и встретил Саошьянта, который восхвалил его за подвиги.
Авестийскому Хаосраве этимологически соответствует ведийское имя Сушравас, «Благослав».

## В среднеперсидских источниках
Правление Кай Хосрова длилось 60 лет. Он был сыном Сиявахша и дочери Фрасияга, и убил Фрасияга, а затем отправился в Кангдез и передал власть Лохраспу. В родословной дочь Фрасьяга и мать Кай Хосрова носит имя Виспанфрья.
«Суждения духа разума» называют следующие основные деяния Кай Хосрова: он убил Фрасияга, истребил кумирни дэвов у озера Чечист, обустроил Кангдиз, а также его пользой названо: «благополучное осуществление воскресения и конечного воплощения с помощью победителя Сошйанса, воскресителя». «Денкард» говорит о его хварно, об убийстве им Франграсьяка и Кэрсевазда и о разрушении храма на берегу озера Чечаст.
Когда Кай Хосров разрушал храмы идолов на озере Чичаст, священный огонь Гушасп находился на гриве его коня и освещал его деяния; после чего огонь был установлен рядом в алтаре у горы Аснаванд (храм Атур-Гушнасп был одним из трёх главных храмов огня в Иране).
Описание сооружённого Кай Хосровом Кангдеза есть в «Бундахишне»: там царила вечная весна, у него было 15 ворот (между каждыми соседними воротами нужно было ехать на колеснице 15 дней), он был построен на головах дэвов, его части имели форму рук и ног, и он мог перемещаться.
По «Денкарду», второе пришествие Кай Хосрова, который будет править всем миром, ожидается перед концом света, и он будет помощником Саошьянта. До этого его тело сохраняется нетленным в тайном месте на троне.

## Образ в «Шахнаме»
Описание жизни и правления идеального справедливого царя Кей-Хосрова занимает около четверти поэмы Фирдоуси (около 25 тыс. строк), что намного больше, чем описание правления любого другого царя Ирана. Однако подвиги в нескончаемых войнах с туранцами совершают обычно его богатыри, прежде всего Ростем.

### Детство
Кей-Хосров — сын царевича Сиявуша (сына иранского царя Кей-Кавуса) и Ференгис (дочери туранского царя Афрасиаба), родившийся после смерти своего отца. Сиявуш был убит по приказу Афрасиаба, незадолго перед этим рассказав жене пророчество о судьбе своего сына. Афрасиаб собирался убить и ребёнка Ференгис, но Пиран (отец Джерире, младшей жены Сиявуша) отговорил царя.
В день рождения Кей-Хосрова Пиран увидел вещий сон. Когда Пиран сообщил Афрасиабу о рождении мальчика, царь приказал отослать его в горы, и Пиран отдал его на воспитание пастухам. Когда ребёнок достиг 10 лет, Пиран привёл его к царю, и Кей-Хосров (следуя совету Пирана) притворился дурачком. Царь обрадовался, что ему не грозит опасность от внука, и отослал мальчика в Сиявушгорд. Там Кей-Хосров увидел, что на месте убийства его отца выросла смоковница с ликом Сиявуша на её листьях.
Тем временем Афрасиаб, разгромленный Ростемом, бежит к морю Чин, где видит Кей-Хосрова, и приказывает Пирану отослать его за море. Через 7 лет Афрасиаб возвращается в Туран, вновь занимает трон, вторгается в Иран и разоряет его. Иран страдает от семилетней засухи.

### Возвращение в Иран
Иранский герой Гудерз видит во сне божественного вестника Соруша, который сообщает ему о Кей-Хосрове и о том, что отыскать его должен сын Гудерза Гив. Гудерз отправляет сына на поиски, 7 лет Гив безуспешно пытается отыскать царевича. Наконец Афрасиаб приказывает вернуть Хосрова из Мачина.
В роще у источника Гив находит юного Хосрова, тот приветствует его и показывает знак на предплечье, свидетельствующий о его царском происхождении. Гив и Хосров отправляются в Сиявушгорд, и Ференгис советует сыну найти отцовского коня. Кей-Хосров ловит коня Бехзада, берёт панцирь Сиявуша и снаряжается в дорогу.
Гив, Кей-Хосров и Ференгис отправляются из Турана в Иран. Пиран, узнав об этом, отправляет за ними погоню, но доблестный Гив в одиночку разбивает два отряда туранцев, причём во второй раз берёт в плен Пирана. Хосров по просьбе Ференгис приказывает Гиву не убивать Пирана (который некогда спас ему жизнь), а отослать его связанным.
Трое путников прибывают к реке Джейхун (по которой проходит граница). Однако страж судов на реке просит в награду за переправу у Гива одно из четырёх сокровищ: панцирь, коня, рабыню или юнца. Кей-Хосров в гневе отказывается и вместе со спутниками переплывает реку верхом на коне. Прискакавший к реке Афрасиаб, видя их, комментирует переправу.

### Испытание
Оказавшись на иранской земле, из Зема Хосров направляет одно послание в Исфаган Гудерзу, а второе в столицу своему деду. В Исфагане им устраивают торжественную встречу. Прибыв к Кей-Кавусу, Хосров беседует с царём, который награждает Гива.
В замке в Истахре, построенном Гошвадом, вельможи возводят Кей-Хосрова на трон. Однако Тус (сын Новзера), беседуя с Гивом, настаивает, что престол должен занять не внук Кей-Кавуса, а его сын Фериборз. Гудерз с войском выступает против Туса. Тогда Кей-Кавус предлагает Гудерзу и Тусу испытать претендентов на престол в военном деле.
Вначале Фериборз с армией под командованием Туса тщетно пытается овладеть крепостью Бехман («у врат Ардебиля»), тщетно осаждая её в течение 7 дней. После этого против той же крепости выступает Кей-Хосров, чьей армией командуют Гудерз и Гив. Кей-Хосров составляет послание, иранский воин, призвав Йездана, закидывает это послание на стену, и стена сразу же рушится (что явно свидетельствует о божественном благоволении к Хосрову). Иранцы идут на штурм, берут крепость, и засевшие там дивы подчиняются царю.
Хосров строит в завоеванной крепости храм огня и живёт там год, после чего возвращается с победой, и Фериборз и Тус признают его власть. Кей-Кавус возводит внука на престол.

### Первая война с Тураном
Взойдя на престол, Кей-Хосров принимает присягу от иранских вельмож, к нему прибывают также Заль и Ростем, царь объезжает своё царство. Кей-Кавус и Кей-Хосров клянутся отомстить Афрасиабу за гибель Сиявуша, и Хосров молится Йездану.
Собирая войско, он приказывает занести в книги имена великих и малых мужей, одаряет витязей и строит войско, но сам царь остаётся в столице. В Хиндустан, захваченный туранцами, Кей-Хосров посылает Ростема (Ростем же направляет туда своего сына Ферамарза), основные же силы иранцев под командованием Туса выступают против Турана.
Тус, нарушив указания Кей-Хосрова, движется к крепости Келат. Совершив ряд подвигов, гибнет сражавшийся за туранцев сводный брат Кей-Хосрова Форуд. Иранцы сначала добиваются успехов, но затем терпят тяжёлое поражение у реки Касеруд. Узнав об этом, Кей-Хосров назначает новым командующим Фериборза и отзывает Туса, которого упрекает в гибели Форуда и в поражении и заточает.
Тем временем иранцы терпят новое тяжёлое поражение и отступают. Кей-Хосров хулит Туса, но Ростем вступается за него, и Хосров прощает Туса и вновь посылает войско под его командованием против Турана.
В битве у реки Шехд иранцы добиваются успехов, но на второй день разбиты и отступают на гору Хемавен, где осаждены туранцами. Хосров, посоветовавшись с Ростемом, отправляет на помощь подкрепление под командованием Фериборза. Фериборз просит в жены Ференгис, и Кей-Хосров, несмотря на то, что мать не выражает особой радости, выдаёт её замуж за Фериборза; играют свадьбу.
Силы Фериборза, прибыв к горе Хемавен, присоединяются к основному иранскому войску Туса, вскоре туда же прибывает и Ростем. К туранцам тоже подходят подкрепления под командованием хакана Чина и Камуса Кешанского. Ростем отличается в ряде поединков, убив нескольких могучих вражеских полководцев. Наконец, когда в плен попадает хакан Чина, туранцы бегут, и Ростем отправляет Кей-Хосрову с Фериборзом послание о победе.
Кей-Хосров молится Йездану и отправляет Ростему ответное послание. Афрасиаб собирает новое войско, а Ростем тем временем убивает людоеда Кафура, а затем побеждает и туранца Пуладвенда. Афрасиаб бежит к Чину, и иранское войско одерживает полную победу. Кей-Хосров устраивает пир по случаю победы, на котором певцы поют дастаны о Ростеме.

### Новые подвиги Ростема

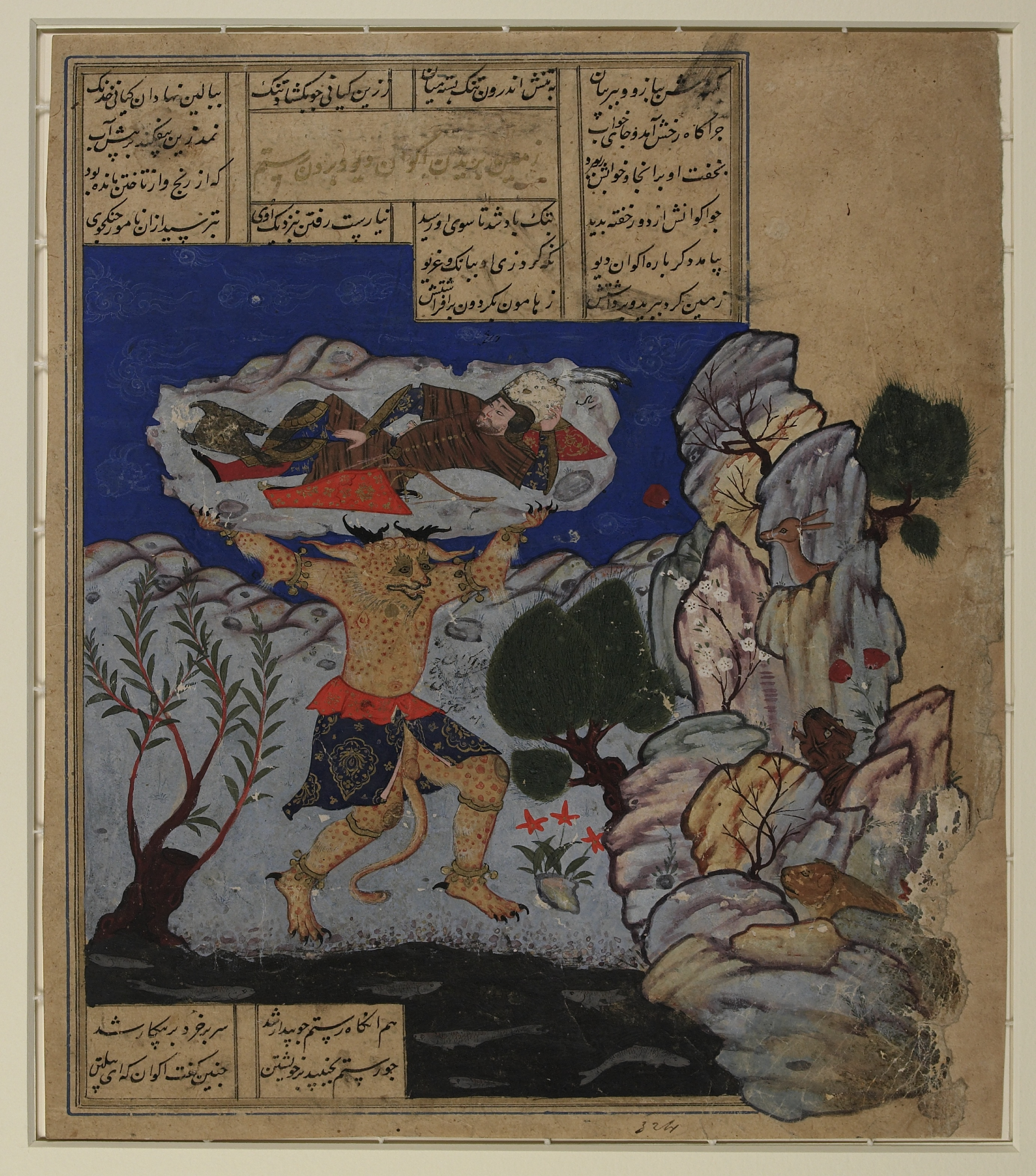
Див Акван пытается бросить спящего Рустама в Каспийское море.

По призыву Кей-Хосрова Ростем побеждает чудовищного Акван-дива и разбивает туранское войско.
Когда посольство арманов сообщает Кей-Хосрову о появлении в их земле чудовищных вепрей, царь посылает против них героя Бижена (сына Гива). Бижен, влюбившись в дочь Афрасиаба Мениже, попадает в туранскую темницу. Использовав по просьбе Гива в Новруз свою волшебную чашу, Кей-Хосров узнаёт, где находится Бижен.
Царь вызывает к себе Ростема и пирует с богатырями, поручая им помочь Бижену. Ростем с семью богатырями выступает в поход, освобождает Бижена и наносит новое поражение Афрасиабу. Ростем, Бижен и Мениже возвращаются к Кей-Хосрову, который устраивает празднество.

### Вторая война с Тураном
Вновь начинается война с Тураном, Кей-Хосров и Афрасиаб собирают войска. Иранский царь направляет Ростема с сыном в Хиндустан, а командующим против Турана назначает Гудерза. В сражении отличается Бижен. Гудерз отправляет письмо Кей-Хосрову, прося помощи, и царь выступает в поход.
Сражение между гор Кенабед и Рейбед не выявляет победителя, и Гудерз и туранский полководец Пиран договариваются о том, что одиннадцать пар богатырей сразятся в поединках. Во всех поединках иранцы берут верх, в последнем из них Гудерз убивает Пирана. Туранцы разбиты.
К месту сражения прибывает Кей-Хосров, оплакивает Пирана и хоронит его. Взятого в плен убийцу Сиявуша Горуй-Зереха пытают, режут как овцу и топят. Туранское войско сдаётся Кей-Хосрову и складывает оружие (возникает целая гора из оружия). Кей-Хосров целебным амулетом исцеляет тяжелораненого иранского героя Гостехема, после чего восхваляет творца.

### «Великая война» с Тураном
Третью войну с Тураном (по сути продолжение второй) Фирдоуси называет «великой» и в предисловии к её описанию говорит о бессмертии своей книги.
В начале этого сказания приводится подробный перечень иранских ратей с указанием витязей, их географической принадлежности и иногда численности войск. Тем временем Афрасиаб в Бейкенте оплакивает павших (здесь упоминается не только храм Огня, но и — впервые в поэме — Авеста), собирает рати и распределяет туранских витязей по позициям.
Когда войска сходятся, Афрасиаб отправляет своего сына Шиде-Пешенга с посланием Кей-Хосрову, содержащим вызов на поединок. Кей-Хосров, несмотря на то что иранские бойцы отговаривают его, соглашается и посылает ответ с Кареном.
Поединок Кей-Хосрова и его дяди Шиде-Пешенга оказывается упорным. Шиде вызывает Хосрова на пеший бой, и иранский царь повергает врага на землю и убивает. Начинается общее сражение, которое длится два дня. Отличается ряд иранских воинов, сам Кей-Хосров убивает туранцев Шахейлу, Истекейлу и обращает в бегство Борзевейлу. Афрасиаб обращается в бегство, Хосров молится творцу и радуется победе, хоронит павших и отправляет Кей-Кавусу победное послание.
Афрасиаб прибывает в Канг, а Кей-Хосров с войском переправляется через Джейхун. После жестокой битвы Афрасиаб укрывается в Бехештканге. Следуя совету Кей-Хосрова, отряд Ростема бодрствует ночью, опасаясь нападения врага. Иранцы осаждают Бехештканг, Афрасиаб в своём послании просит мира. Кей-Хосров в ответном послании напоминает о смерти Сиявуша и других злодеяниях туранского царя.
Иранцы штурмуют Бехештканг (в этом сказании Фирдоуси приводит детали осадной техники). Отряд Ростема врывается в пролом и овладевает крепостью. Город взят и разорён, Герсивез и Джехен попадают в плен, однако Афрасиаб бежит через подземный ход. Кей-Хосров дарует помилование жене и близким Афрасиаба и поучает иранцев милосердию к побеждённым, после чего отправляет деду победное послание.
Афрасиаб, найдя поддержку у войска фагфура, выступает в новый поход. Кей-Хосров, оставив Гудерза в Канге, выступает против него. Афрасиаб отправляет иранскому царю послание, вызывая на поединок, но Ростем отговаривает Хосрова. Начинается четвёртая битва иранцев с туранцами, первый её день не выявляет победителя.
Хосров приказывает копать ров и готовиться к ночной битве. Ночью войско Афрасиаба атакует иранский лагерь, но встречает отпор и несёт потери. Днём битва возобновляется, Афрасиаб обращается в бегство, туранцы сдаются, Хосров торжествует. Фагфур отправляет к Кей-Хосрову посольство с дарами и просьбой о мире.

### Восточный поход
Афрасиаб переправляется через Зерех-море и плывёт в Гангдеж. Хосров и Ростем намерены преследовать его. Гив отправлен к Кей-Кавусу с письмом и везёт с собой добычу и пленников, а затем доставляет ответ Кей-Кавуса. Главой Канга Кей-Хосров назначает Гостехема, сына Новзера.
Кей-Хосров отправляет посольства к владыкам Чина и Мекрана, первые даёт благоприятный ответ, а второй — горделивый. Фагфур и хакан Чина торжественно встречают Хосрова, он гостит в их странах 3 месяца и оставляет там Ростема.
Затем Кей-Хосров выступает в поход на Мекран, разбивает мекранское войско, их царь гибнет в бою. Иранцы разоряют страну, но Хосров пресекает грабёж, живёт там год, после чего назначает Эшкеша правителем и продолжает преследование.
Его плавание по Зерех-морю длится 7 месяцев (Фирдоуси даже описывает морских чудовищ), после чего он прибывает в Гангдеж и назначает Гива владеть этим краем. Заслышав о приближении Кей-Хосрова, Афрасиаб бежит, иранский царь без боя вступает в «райский город», где проводит год.
Обратное плавание по морю занимает ещё 7 месяцев. Эшкеш встречает его в Мекране, и Кей-Хосров сажает на престол одного из местных мужей. В Чине царя встречает Ростем, и Кей-Хосров вручает правление фагфуру и хакану.
Наконец он возвращается в Сиявушгорд, а затем в Бехештканг, где Кей-Хосрова встречает Гостехем и где царь проводит год, и молит творца помочь отыскать Афрасиаба. Затем Кей-Хосров возвращается в Иран, встречается с дедом, пирует с богатырями и посещает храм Огня.

### СмертьАфрасиабаиКей-Кавуса
Тем временем отшельник Хум находит Афрасиаба, который прячется в пещере около города Барды («нора Афрасиаба» в Кавказской Албании). Хум пытается схватить свергнутого туранского царя, но тот вырывается и прячется в реке Хенджест. Мимо проезжают Гудерз и Гив, которые выслушивают рассказ Хума и призывают Кей-Кавуса и Кей-Хосрова. По совету Хума приводят пленного Герсивеза в оковах, зашитого в шкуру вола. Слыша стоны брата, Афрасиаб всплывает и беседует с ним, а Хум захватывает его арканом, предъявляет пленника шахам, после чего исчезает.
Афрасиаб молит внука о пощаде, но Кей-Хосров отрубает ему голову, после чего приказывает разрубить Герсивеза пополам. Кей-Кавус и Кей-Хосров пируют в храме Огня, в чертоге Азергошесп, после чего возвращаются в Парс. Вскоре Кей-Кавус умирает, его хоронят.

### Уход
На протяжении шестидесяти лет Кей-Хосров благополучно правит миром (это эпическое «пустое время», описанное у Фирдоуси всего в нескольких строках).
Освободив Джехена (сына Афрасиаба), Кей-Хосров вручает ему грамоту на правление Турана, освобождает также его сестёр и родных, и отзывает Гостехема из Турана, тот возвращается в Иран с данью.
Кей-Хосров много раздумывает и боится сойти с пути благочестия (так как по материнской линии его предок — злодей Афрасиаб). Кей-Хосров произносит речь к витязям и перестаёт общаться с людьми. Из Систана прибывает Заль.
Кей-Хосров видит во сне Соруша, который говорит, что творец зовёт его, и приказывает возвести на трон Лохраспа. Заль увещевает Кей-Хосрова вернуться к делам правления, Кей-Хосров отвечает ему, и Заль раскаивается.
Кей-Хосров отправляется с войском и витязями в степь и произносит прощальное поучение, сообщая о трёх кладах и вручая грамоты на владения для Ростема, Гива и Туса, после чего передаёт трон Лохраспу (несмотря на возражения Заля) и прощается со своими четырьмя женами.
Кей-Хосров направляется к горам, у родника прощается с восемью самыми славными витязями и советует им уйти, так как близится метель. На восходе он исчезает. Несмотря на предостережение, пятеро витязей пытаются найти царя, но безуспешно, и вечером они засыпают, поднимается метель и заносит их снегом. Так умирают Фериборз, Гив, Бижен, Гостехем и Тус (в живых остаются лишь внявшие предостережению Гудерз, Заль и Ростем).
Уход Кей-Хосрова от мира знаменует приближение конца героической эпохи.

## Стена Искандара
Алишер Навои в «Стене Искандара» упоминает о Кей-Хосрове (Кайхусрав) как о прямом предке царя Дария.